# Шура-Бондурівська
Шура-Бондурівська — село в Україні, в Гайсинському районі Вінницької області. У селі похована учасниця російсько-української війни 2014-2023 Ірина Фролова, військовослужбовець 72 бригади ЗСУ ім. Чорних Запорожців.

## Історія
7 (20) листопада 1917 року, відповідно до Третього Універсалу Української Центральної Ради, увійшло до складу Української Народної Республіки.
12 червня 2020 року, відповідно до розпорядження Кабінету Міністрів України № 707-р «Про визначення адміністративних центрів та затвердження територій територіальних громад Вінницької області», село увійшло до складу Гайсинської міської територіальної громади.
19 липня 2020 року, в результаті адміністративно-територіальної реформи та ліквідації Гайсинського району (1923—2020), село увійшло до складу новоутвореного Гайсинського району.